# الخرنوب (ضنية)
الخرنوب هي قرية لبنانية من قرى قضاء الضنية في محافظة الشمال.